# Funzione di Wannier

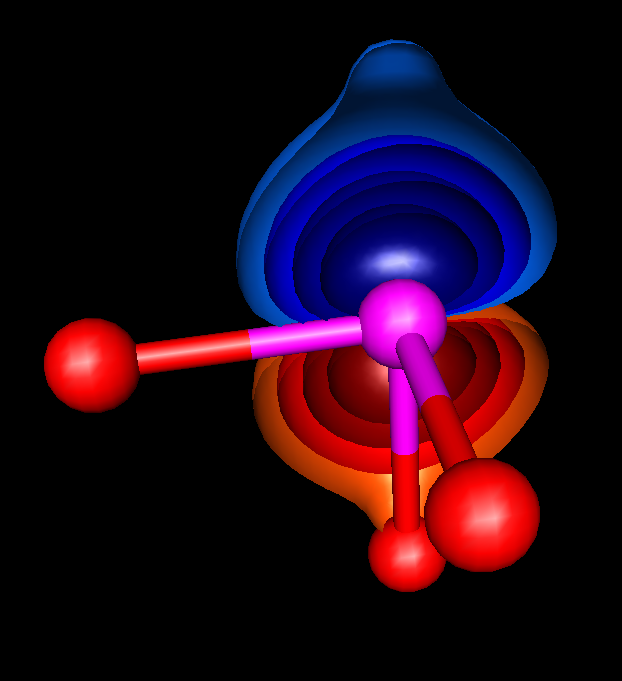
Un esempio di FW nel Titanato di Bario

Le funzioni di Wannier sono una base ortonormale alternativa alle funzioni di Bloch. Sono definite tramite una trasformazione unitaria sulle funzioni di Bloch, di conseguenza formano una rappresentazione alternativa del sistema quantistico. Le funzioni di Wannier vengono identificate dall'indice di banda {\displaystyle n} e dalla cella {\displaystyle \mathbf {R} } del reticolo reale a cui appartengono; in notazione di Dirac {\displaystyle |\mathbf {R} n>}. Introdotte da Gregory Wannier alla fine degli anni trenta, sono diventate popolari negli anni sessanta con l'avvento della fisica computazionale.
Sono definite formalmente secondo la seguente espressione:
{\displaystyle |\mathbf {R} n>={\frac {V_{C}}{(2\pi )^{3}}}\int _{BZ}d\mathbf {k} e^{-i\mathbf {k} \cdot (\mathbf {R-r} )}|u_{n\mathbf {k} }>};
in cui {\displaystyle |u_{n\mathbf {k} }>} è la parte periodica della funzione di Bloch e l'integrale viene valutato sulla prima zona di Brillouin. La relazione può essere invertita nel seguente modo:
{\displaystyle |u_{n\mathbf {k} }>=\sum _{\mathbf {R} }e^{i\mathbf {k} \cdot (\mathbf {R} -\mathbf {r} )}|\mathbf {R} n>}.
A differenza delle funzioni di Bloch, le funzioni di Wannier non sono autostati dell'operatore hamiltoniano e la loro scelta dipende dalla scelta arbitraria della gauge. Normalmente si utilizza una specifica classe di funzioni, dette funzioni di Wannier con localizzazione ottimale (Maximally localized Wannier functions) che hanno la proprietà di decadere esponenzialmente con la distanza dal proprio centro.
Per questi motivi sono particolarmente adatte a studi, in particolare di tipo computazionale, nei seguenti campi:
- struttura elettronica dei solidi amorfi e dei liquidi;
- analisi "intuitiva" dei  legami chimici;
- polarizzazione nei materiali periodici;
- magnetizzazione orbitale;
- studi di trasporto quantistico (conduttanza).